# Молодіжна політика
Молодіжна політика — певна система ідей, теоретичних положень стосовно місця, ролі та перспектив молоді в суспільстві, закріплених у законодавчих, нормативних актах, інших документах, а також діяльністю суб'єктів молодіжної політики щодо втілення цих теоретичних положень у реальність. Молодіжна політика здійснюється в суспільстві у всіх сферах життєдіяльності молоді як в її інтересах, так і в інтересах суб'єктів молодіжної політики. Суб'єктами її провадження є всі суспільні інституції, що взаємодіють безпосередньо чи опосередковано з молоддю, а також сама молодь. Молодіжна політика — це комплексне явище, що є результатом практичної, науково-теоретичної, ідеологічної та іншої діяльності соціальних інституцій стосовно молоді.
Молодіжна політика охоплює всі сфери життєдіяльності молоді , включає в себе всі питання, пов'язані з формуванням і вихованням молоді, охоплює всі процеси соціалізації, всю сукупність ідей щодо місця і ролі молоді в суспільстві та їхню реалізацію. Молодіжна політика є сукупністю дій всіх державних і громадських інституцій, проте кожний її суб'єкт, соціальна інституція здійснює її диференційовано відповідно до своїх потреб і можливостей з урахуванням місцевих умов.
Суб'єктами молодіжної політики є держава, державні органи (що практично реалізують цю політику), політичні партії, громадські організації та об'єднання, профспілки, соціальні інституції (освіти, культури), окремі громадяни і, обов'язково, самі молоді люди.
Однією зі складових молодіжної політики є державна молодіжна політика.

## Історія
Молодіжна політика як політичний феномен виникла у США у 1930-х роках і пов'язується з "Новим курсом" Франкліна Рузвельта. Справжньою метою молодіжної політики було штучне запобігання збільшення пропозиції на ринку праці за рахунок випускників шкіл (заради зупинення зростання безробіття). З цією ж метою тривалість навчання у середній школі у США була збільшена з 10 до 12 років. 
В Україні поняття «молодіжна політика» почало використовуватися за радянські часи партійними органами. Зокрема, на XIX Всесоюзній конференції КПРС у доповіді М. С. Горбачова йшлося:
|  | Ми вважаємо, що КПРС, держава в сучасних умовах повинні мати цілісну політику стосовно молоді, як особливий напрям діяльності партії, державних органів, усіх громадських організацій - створити для молоді такі умови і стимули, за яких вона могла б з найбільшою повнотою розкрити свою думку і енергію, розвивати і реалізовувати свій творчий потенціал |

## Сучасний стан

### Сучасні молодіжні організації
- Асоціація молодих донорів України